# Joel Griffiths
Joel Griffiths (Sydney, 21 augustus 1979) is een Australisch voetballer.

## Interlandcarrière
Joel Griffiths debuteerde in 2005 in het Australisch nationaal elftal en speelde 3 interlands, waarin hij 1 keer scoorde.